# 上海トランスラピッド
上海トランスラピッド、上海マグレブトレイン（簡体字：上海磁浮示范运营线、繁体字:上海磁浮示範運營線、日本語訳：上海磁気浮上式鉄道実証運転線）は、中国上海市浦東新区内の竜陽路駅と上海浦東国際空港を結ぶ磁気浮上式鉄道（マグレブ、磁気浮上式リニア）である。ラインカラーは■ティールグリーン。

## 概要
この列車の最高商業運転速度は431km/hで2015年10月時点で常設の運行としては世界最高である。2020年5月1日現在、最高商業運転速度は暫定的に300km/hである（＜沿革＞参照）。2003年11月12日の非商業運行の試験走行で中国での最高速度記録である501km/hに到達した。
上海磁気浮上式鉄道の編成の全長は153mで幅は3.7m、全高は4.2mで2クラス、574人乗車の仕様である。
万博等での期間限定の実用線を含めれば、ハンブルク（1979年）、筑波（HSST-03/1985年）、バンクーバー（日本のHSST-03/1986年）、岡崎葵博覧会（1987年）、熊谷さいたま博（HSST-04/1988年）、ハンブルク（1988年）、横浜横浜博覧会（HSST-05/1989年）、大田国際博覧会（HML-03/1993年）に次いで世界で9番目の営業運転を行った。ただし、他の営業路線は時速100km/h程度の最高速度までであり、超高速運転を行う磁気浮上式鉄道で一般営業を行っている全世界で唯一の路線である。
浦東1号2号航站楼駅と上海市郊外の龍陽路駅の間、29.863kmを7分20秒で結ぶ。営業最高速度は430km/hである。運行時間は、浦東1号2号航站楼駅→竜陽路駅が7:02-22:40、龍陽路駅→浦東1号2号航站楼駅が6:45-21:40である。最高速度は430km/hの時間帯と300km/hの時間帯があり、430km/hで運行されるのは、浦東1号2号航站楼駅→龍陽路駅が9:02-10:47、15:02-15:47、龍陽路駅→浦東1号2号航站楼駅が9:00-10:45、15:00-15:45である。それ以外の時間帯は300km/h、8分10秒で運行されている。
2020年5月1日現在、最高速度は全時間帯で300km/hである（＜沿革＞参照）。
この路線は上海の中心部から浦東空港と龍陽路駅を独自に運行する上海軌道交通の路線の一部ではない。

## 歴史
2001年3月1日に着工し 、2002年12月に開通、2004年1月1日に開業した。2024年3月現在、現存する最古のマグレブである。
常設実用線のマグレブとしては、バーミンガムのバーミンガムピープルムーバ、西ベルリンのM-Bahnに次いで世界で3例目である。なお、上海トランスラピッドの開業より前に、バーミンガムでは維持コストの都合によりマグレブとしての運転を取り止め、西ベルリンではベルリンの壁崩壊により閉業した。
列車の電気設備はVahle社によって開発された。
列車は2002年にドイツの首相のゲアハルト・シュレーダーと中国の国務院総理の朱鎔基の臨席の下で開業した。
建設費は12億ドルであった。車両はシーメンスとカッセルのティッセンクルップの合弁事業である。軌道（案内路）は浦東新区の沖積した地質なので軌道の安定と精度のために柱の間隔を元の設計での50m間隔から25m間隔にしなければならず、地元の中国の企業によって建設された。数千トンのコンクリート製の杭が支柱の基礎の安定性を確保するために70mまでの深さに打ち込まれた。正確な軌道を製造する目的の全長1マイルの空調設備を備えた施設が建設された。
現在のところの始発駅・龍陽路駅は、浦東新区の郊外に位置し、上海の中心から離れている。しかし将来的にはこれを上海万博の会場を経由して上海南駅へ延伸し、さらに西南の嘉興市を経て杭州市まで延伸する計画がある。

## 運行

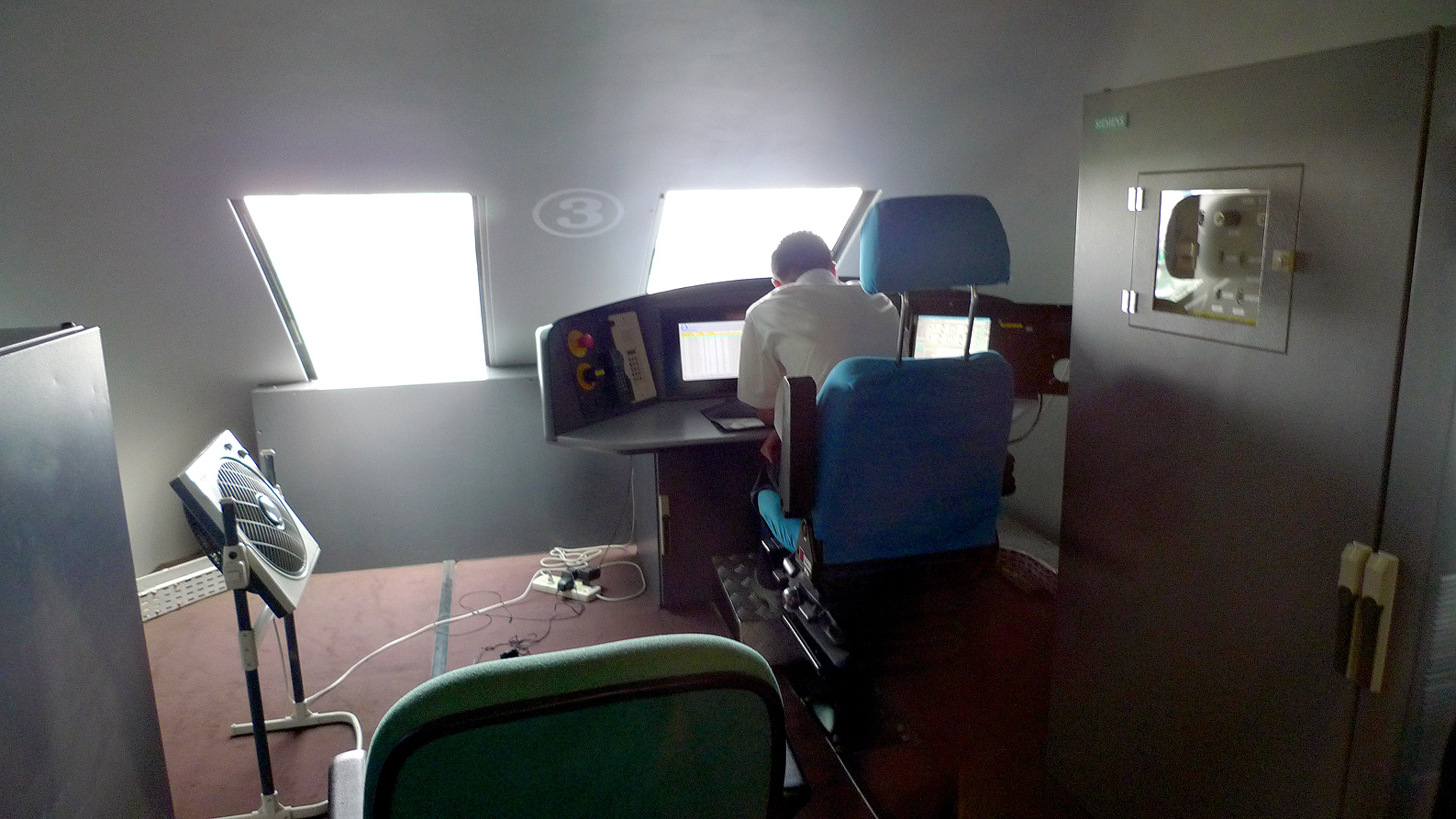
客室内の上海磁気浮上式鉄道の運転士

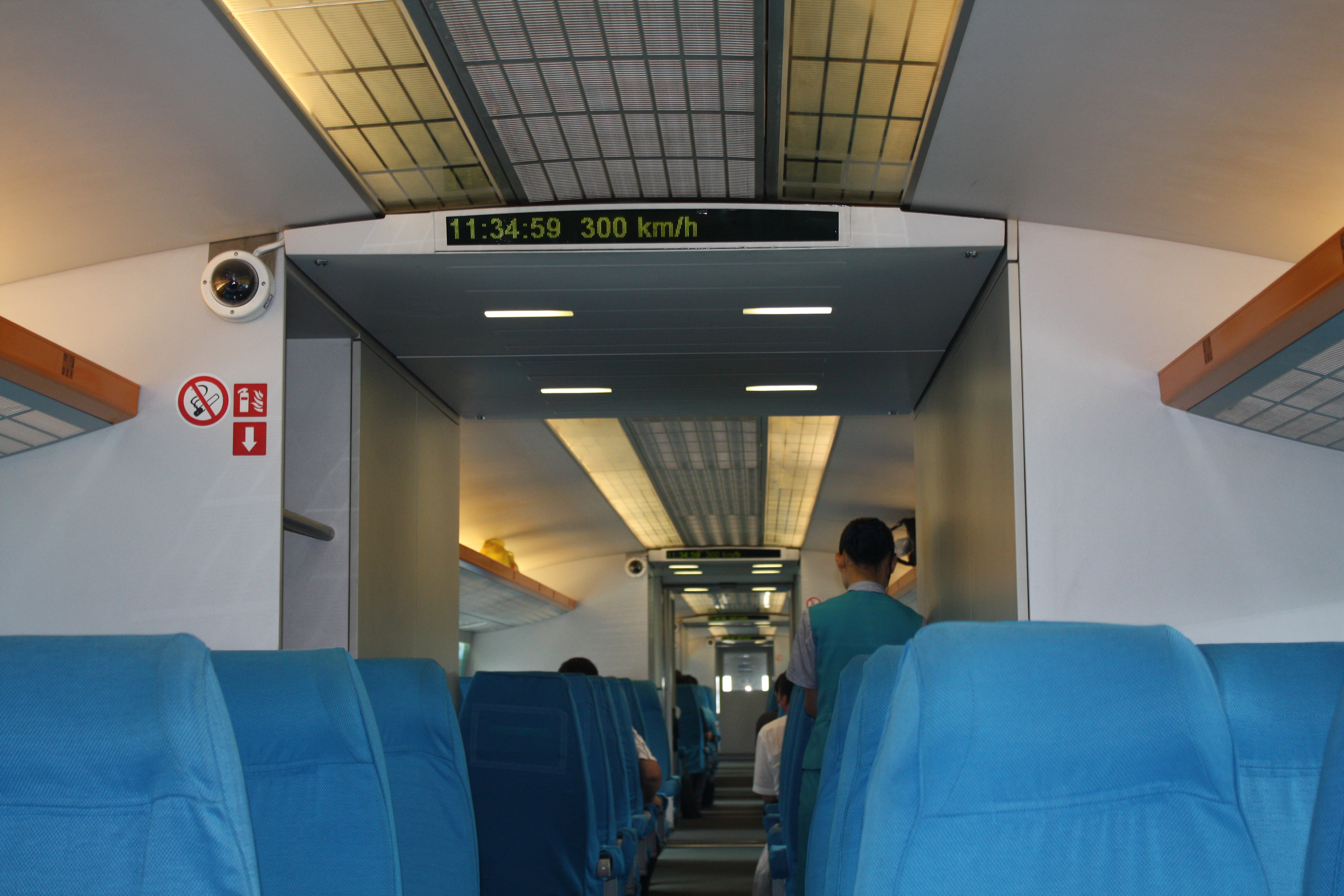
2009年時点での標準客室

路線は上海磁気浮上式鉄道交通開発社によって06:45から21:40まで15から20分毎に運行される。
| 時間帯        | 06:45–08:40 | 09:00–10:45 | 11:00–14:45 | 15:00–15:45 | 16:00–19:00 | 19:00-21:40 |
| 所要時間 (分) | 8:10        | 7:20        | 8:10        | 7:20        | 8:10        | 8:10        |
| 最高速        | 301 km/h    | 431 km/h    | 301 km/h    | 431 km/h    | 301 km/h    | 301 km/h    |
| 平均速度      | 224 km/h    | 249.5 km/h  | 224 km/h    | 249.5 km/h  | 224 km/h    | 224 km/h    |
| 運転間隔      | 20分        | 15分        | 15分        | 15分        | 15分        | 20分        |

開業時の乗車率は20%だった。乗車率が低い理由は運行時間が限られ、路線長が短く、切符代が高価で地下鉄で市の中心部まで20分かかる浦東新区の龍陽路駅しかないからである。
なお、2020年5月1日現在、最高速は全時間帯で300km/hである（＜沿革＞参照）。
道路の場合、所要時間は30kmの距離で45分かかる。

## 駅一覧
| 駅名               | 駅名               | 駅名                         | 駅間 キロ | 営業 キロ | 接続路線・備考                                 | 所在地 | 所在地   |
| 日本語             | 簡体字中国語       | 英語                         | 駅間 キロ | 営業 キロ | 接続路線・備考                                 | 所在地 | 所在地   |
| ------------------ | ------------------ | ---------------------------- | --------- | --------- | ---------------------------------------------- | ------ | -------- |
| 龍陽路駅           | 龙阳路站           | Longyang Road                | 0.0       | 0.0       | ■2号線 ■7号線 ■16号線 (いずれも改札外乗り換え) | 上海市 | 浦東新区 |
| 浦東1号2号航站楼駅 | 浦东1号2号航站楼站 | Pudong International Airport | 29.863    | 29.863    | ■2号線 (改札外乗り換え)                        | 上海市 | 浦東新区 |

### 運行費用
2007年にトランスラピッドUSAによると400万人を輸送して2006年に運行費用を賄う事が出来たとされる。費用の内訳は、エネルギー64%、整備19%、運行/支援サービス17%。エネルギーの費用の割合が多く占めるのは所要時間が短く、運転速度が速いからである。

## 運賃
座席区分は、普通席と貴賓席。2016年現在の運賃は、片道で普通席50元、貴賓席100元。当日往復券を購入すると2割引で、当日の航空券を提示すると片道普通席が40元と割引になる。また、上海公共交通カード利用の場合も、同じく片道普通席が40元に割引される。浦東1号2号航站楼駅では搭乗券の半券、龍陽路駅ではeチケットの控えの提示でも構わない。

## 建設
上海トランスラピッド計画は完成まで100億元（13.3億米ドル）の費用と2年半の月日を要した。路線の全長は30.5kmで整備施設へ繋がる軌道を備える。

### 延伸
2006年1月、上海-杭州磁気浮上式鉄道延伸計画が上海都市計画局によって提案された。延伸は既存の路線に上海虹橋国際空港、上海南駅と上海万博の会場を経由して杭州まで延伸する計画である。延伸は55km離れた2空港間をおよそ15分で移動できるようにする。
杭州への延伸計画は2006年2月に中央政府によって承認され2010年に完成予定だった。上海環境科学保護学院が安全で空気と水の質に影響を与えず、騒音は制御可能であるとの環境評価にもかかわらず、電磁波の影響に反対する沿線の住民により作業は2008年に延期された。2009年2月27日のオンライン版チャイナ・デイリー紙によると上海の行政当局は電磁波による健康への悪影響を考慮して地下に建設する事を検討中で最終的な決定は国家発展再構築委員会が担うとされる。
同様の計画は2010年3月に承認され2010年末に建設が開始された。新路線は全長199.5kmで元の計画よりも24km長い。最高速度は450km/hが予定されるが建設区間では200km/hに制限される。
しかしながら、2010年10月に滬杭旅客専用線が開業して2都市間の所要時間は45分に短縮され、磁気浮上式鉄道の計画は再び延期となる。

### 事故
2006年8月11日、浦東国際空港を発車直後の午後2時40分に磁気浮上式鉄道の車内から出火した。けが人はなかった。予備報告書では電気的な問題が原因であると推定される。

### 技術移転
契約の一環として中国へのトランスラピッドの限定的な技術移転が合意された。ドイツ製の基幹部品と技術を備えた最初の中国製の4輌は2011年1月から運行を開始した。

## 沿革
- 2000年6月30日 - 空港アクセス鉄道として、ドイツのトランスラピッドを採用することで上海市と合意。
- 2001年3月1日 - 工事開始。
- 2002年7月20日 - 上海向けの第1号車両が出荷
- 2002年12月31日 - シュレーダー独首相（当時）を招いて、開通式。
- 2003年12月29日 - 磁気浮上型の永続実用線として世界3番目、期間限定実用線を含めれば世界8番目の営業運転開始。
- 2004年7月3日 - 100万人輸送達成。
- 2005年7月 - 400万人輸送達成。
- 2005年12月1日 - 運行時間を8:30-17:30から、7:00-21:00に延長。
- 2006年8月11日 - 営業運行中に初の火災事故。
- 2006年9月22日 - 同システムであるドイツのエムスランド実験線で衝突事故。
- 2007年10月15日 - 運行時間を6:45-21:30に延長。
- 2011年3月5日 - 運行時間を6:40-21:51に延長。時間帯によって15分または20分だった運行間隔を20分に均等化。430km/h運転の時間帯の拡大。[19]
- 2011年5月24日 - 3月に改正したダイヤを元に戻した[20]。
- 2020年2月 ‐ 新型コロナウイルスの流行に伴う浦東国際空港の利用者数減少の影響により、全ての時間帯で300ｋｍ/h運転となる[1][21]。